# Macaranga siamensis
Macaranga siamensis är en törelväxtart som beskrevs av S.J.Davies. Macaranga siamensis ingår i släktet Macaranga och familjen törelväxter. Inga underarter finns listade i Catalogue of Life.